# Stroomdalflora

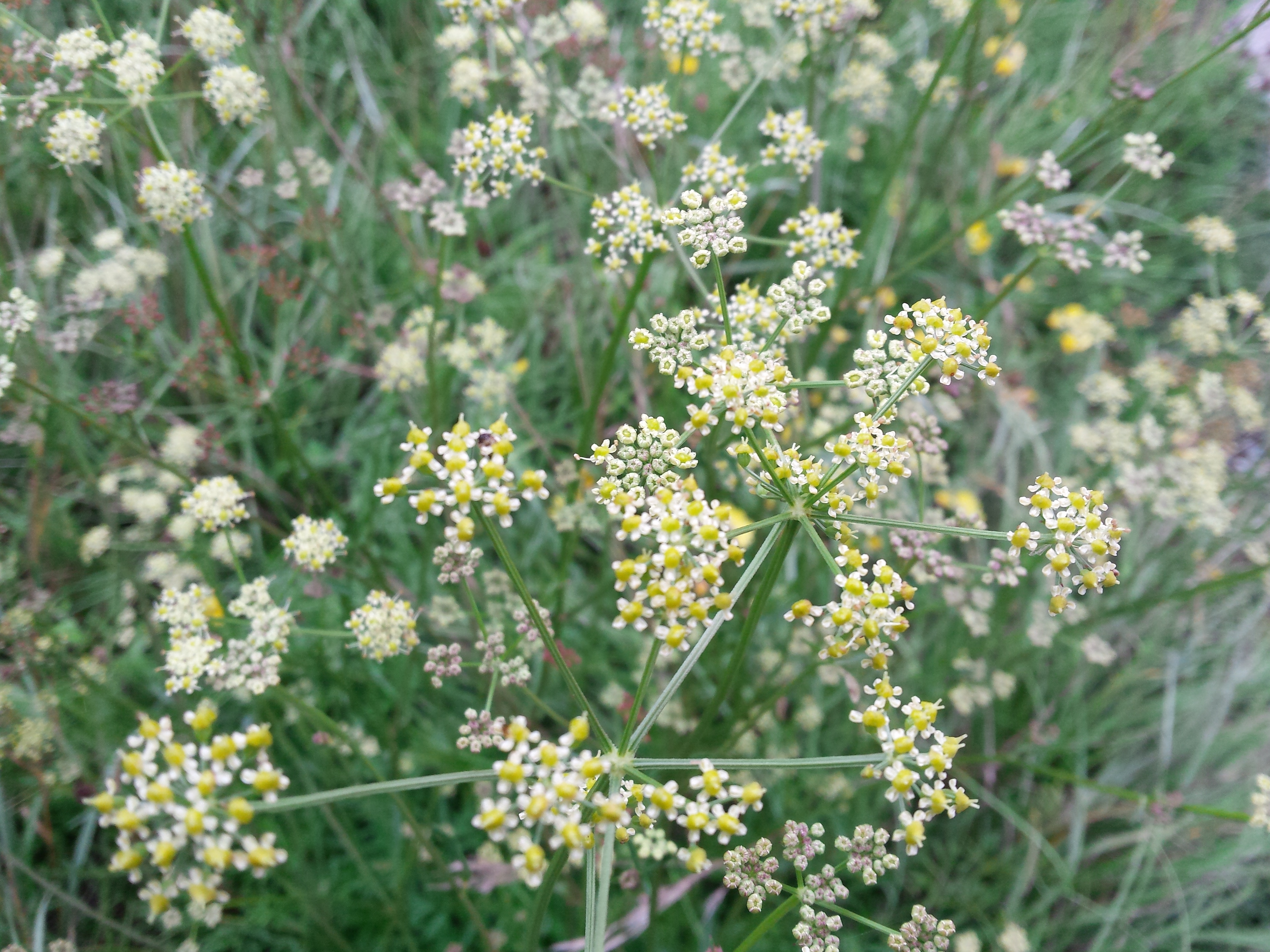
Karwijvarkenskervel, een typische stroomdalplant

Stroomdalflora is de verzamelnaam van een groep van circa 250 inheemse plantensoorten. Ze zijn karakteristiek bevonden voor het stroomgebied van de grote rivieren in Nederland en België, het zogenoemde fluviatiel district. De soorten worden met name aangetroffen op de hoger gelegen oeverwallen in de uiterwaarden en op de bandijken. De stroomdalflora is afkomstig uit de bovenloop van vooral Rijn en Maas en bevat vele soorten die ook voorkomen in de bloemrijke graslanden in de Alpen. In Nederland zijn zij onderdeel van het natuurdoeltype Bloemrijk grasland van het rivieren- en zeekleigebied subtype stroomdalgrasland.